# Stenobarichneumon basalis
Stenobarichneumon basalis är en stekelart som först beskrevs av Perkins 1960.  Stenobarichneumon basalis ingår i släktet Stenobarichneumon och familjen brokparasitsteklar. Arten är reproducerande i Sverige. Inga underarter finns listade i Catalogue of Life.